# PQ-12
PQ-12 — арктический конвой времён Второй мировой войны.
PQ-12 был отправлен в СССР 1 марта 1942 года, от берегов Исландии со стратегическими грузами и военной техникой из США, Канады и Великобритании. В его состав входило 16 грузовых судов. 12 марта 1942 года он прибыл в Мурманск.
На перехват конвоя выходил в море германский линкор «Тирпиц» во главе отряда эсминцев, который, как выяснилось позднее, в ходе поиска приближался очень близко к разыскиваемому им конвою, но после обнаружения британскими самолётами-разведчиками прервал операцию и вернулся на базу в Норвегию.